# Yōko Shibui

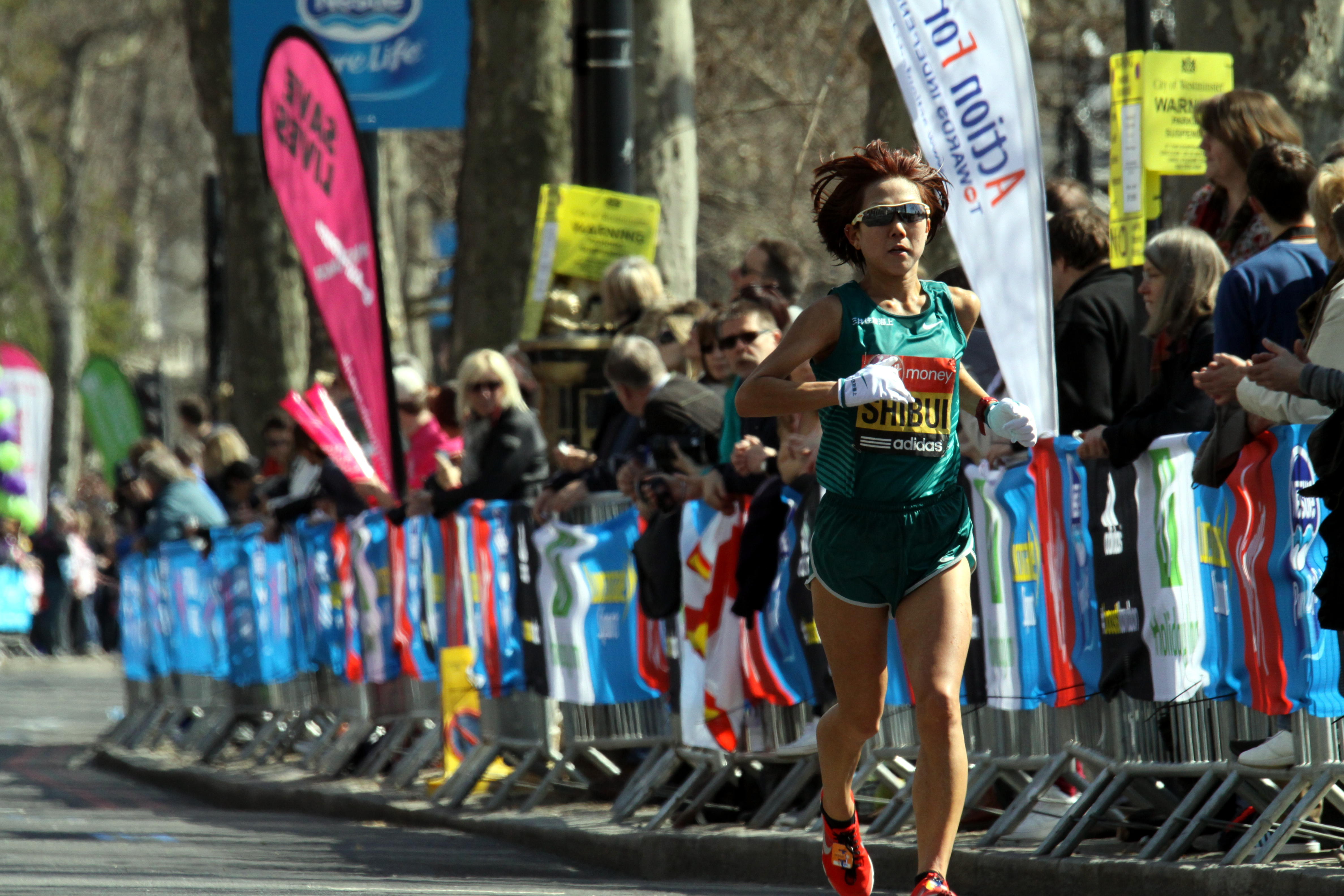
Yōko Shibui, 2013 London Marathon

Yōko Shibui (jap. 渋井 陽子, Shibui Yōko; * 14. März 1979 in Kuroiso, heute Nasushiobara) ist eine japanische Langstreckenläuferin, die auf der Bahn und im Halbmarathon erfolgreich war und sich 2001 auf den Marathon spezialisierte.
Auf dieser Distanz gelang ihr auf Anhieb ein Sieg beim Osaka Women’s Marathon und ein vierter Platz bei den Leichtathletik-Weltmeisterschaften 2001 in Edmonton.
2002 wurde sie Dritte beim Chicago-Marathon. 2004 stellte sie beim Berlin-Marathon mit 2:19:41 Stunden einen japanischen Rekord auf, der allerdings bereits im folgenden Jahr von Mizuki Noguchi unterboten wurde. Shibui ist mit ihrer Bestleistung die zwölftschnellste Frau aller Zeiten (Stand: Juni 2015).
2005 wurde sie Siebte und 2006 Zweite beim Nagoya-Marathon.
Bei den Olympischen Spielen 2008 in Peking belegte sie den 17. Platz im 10.000-Meter-Lauf.
2009 siegte sie zum zweiten Mal beim Osaka Women’s Marathon, nachdem sie dort 2007 lediglich den 10. Platz belegt hatte.